# Uso justo

Logo de Fair use.

El uso justo, uso legítimo o uso razonable (fair use, en 
inglés) es un criterio jurisprudencial desarrollado en el sistema del derecho anglosajón (o common law), el cual permite un uso limitado de material protegido sin necesitar permiso del dueño de dichos derechos, por ejemplo, para uso académico o informativo. Permite la cita o incorporación, legal y no licenciada, de material protegido en un trabajo de otro autor, bajo el requerimiento de cumplir cuatro condiciones.
El término fair use surgió en los Estados Unidos. Un concepto similar, el fair dealing, existe en jurisdicciones del derecho anglosajón. Las jurisdicciones del derecho continental poseen otras limitaciones y excepciones a los derechos de autor.

## Antecedentes
En Estados Unidos, el fair use es una doctrina legal sobre el copyright (derecho de autor), que permite un uso limitado del material con derechos de autor, sin la necesidad de requerir permiso a los titulares de tal derecho. Este uso limitado atañe a cualquiera que no posea los derechos sobre el material, y comprende una licencia de uso restringida a fines didácticos o de revisión de material (tipo review).
Esto provee un marco legal para citaciones sin licencia o incorporación de material con derecho de autor en otras obras. Esta disposición está basada en los derechos del discurso libre contemplados en la Primera Enmienda de la Constitución de los Estados Unidos.
En Estados Unidos, la legislación sobre marcas registradas también incorpora el fair use con motivo de defensa de los derechos sobre la marca. Sin embargo, hay que notar que, aunque las denominaciones son iguales, las doctrinas sí son bastante diferentes. Los tribunales de los Estados Unidos consideran cuatro factores para determinar si es válida la defensa de uso razonable:
1. El propósito y el carácter del uso en disputa.
2. La naturaleza de la obra protegida con derechos de autor.
3. La importancia de la parte utilizada en relación con la obra en total.
4. El efecto de dicho uso en el mercado sobre el valor de la obra protegida con derechos de autor.

En el caso de marcas registradas, el usuario secundario debe demostrar que no está usando una marca de nombre descriptiva, geográficamente descriptiva o personal en el sentido de las marcas registradas, sino solo para describir sus bienes o servicios, o el origen geográfico de los mismos, o bien, para nombrar a la persona que dirige la empresa.

## Uso justo en las obras protegidas
El uso legítimo solo describe las condiciones bajo las cuales el material protegido por derecho de autor puede ser usado sin necesidad de permiso. Por lo cual, todo aquel material liberado y sin derecho de autor, es de dominio público y no es necesario aplicar la doctrina del uso justo. Las obras de dominio público pueden ser utilizadas para cualquier propósito.
El uso razonable es considerado una de las excepciones a los derechos exclusivos de un autor sobre sus obras. En general, se considera uso razonable la utilización de una obra con propósitos de crítica, realización de comentarios descriptivos, noticias, enseñanza e investigación.
Para decidir si el uso de una obra es razonable, también se toman en cuenta algunos otros factores como los siguientes:
- Si el uso es sin fin de lucro ni comercial.
- Si es un uso educativo y/o informativo.
- La porción (tamaño y/o importancia) del trabajo utilizada.
- El efecto de ese uso sobre el mercado potencial o el valor del trabajo protegido.
- El contexto en el que es utilizado.
- La explotación que se le da al mismo.